# Двовимірні многовиди
Двовимірні багатовиди мають деяку специфіку в порівнянні з багатовидами вищих розмірностей. 

## Одновимірність тензора Рімана
Оскільки в двовимірному випадку антисиметрична пара індексів {\displaystyle (ij)} може тільки одну (з точністю до знаку) комбінацію {\displaystyle (12)=-(21)}, то тензор Рімана {\displaystyle R_{ijkl}} з двома антисиметричними парами індексів має лише одну ненульову компоненту:
{\displaystyle (1)\qquad R_{1212}=-R_{2112}=R_{2121}=-R_{1221}}
легко перевірити, що алгебраїчна та диференціальна
тотожності Біанкі не накладають на цю компненту ніяких обмежень. Дійсно, алгебраїчна тотожність з циклічною перестановкою
перших трьох індексів:
{\displaystyle (2)\qquad R_{1212}+R_{2112}+R_{1112}=0}
задовольняється, оскільки другий протилежний першому (внаслідок антисиметрії {\displaystyle R_{ijkl}} по першій парі індексів), а третій доданок дорівнює нулю. Те саме зауваження стосується і диференціальної тотожності Біанкі:
{\displaystyle (3)\qquad \nabla _{1}R_{12ps}+\nabla _{1}R_{21ps}+\nabla _{2}R_{11ps}=0}
В цій формулі друга пара індексів {\displaystyle (ps)} теж дорівнює {\displaystyle (12)}, але ми таку підстановку навмисне не зробили,
щоб підкреслити, що ця пара індексів не бере участі в циклічній перестановці.
Оскільки наведені вище міркування стосуються також тензора метричної матрьошки:
{\displaystyle (4)\qquad g_{ijkl}={\begin{vmatrix}g_{ik}&g_{il}\\g_{jk}&g_{jl}\end{vmatrix}}=g_{ik}g_{jl}-g_{il}g_{jk}}
То тензор Рімана будь-якого двовимірного багатовида виявляється пропорційним тензору метричної матрьошки:
{\displaystyle (5)\qquad R_{ijkl}=\lambda \,g_{ij,kl}}
Цікаво, що у вищих розмірностях формула (5) може бути справедливою лише для просторів постійної кривини. Дійсно, нехай буквою {\displaystyle n} позначено розмірність багатовида.  Тоді послідовними згортками із формули (5) знаходимо тензор Річчі і скалярну кривину:
{\displaystyle (6)\qquad R_{ik}=\lambda \,g^{jl}(g_{ik}g_{jl}-g_{il}g_{jk})=(n-1)\lambda \,g_{ik}}
{\displaystyle (7)\qquad R=g^{ij}R_{ij}=n(n-1)\lambda }
Ці два вирази ми можемо підставити в згорнуту диференціальну тотжність Біанкі:
{\displaystyle (8)\qquad 2\nabla ^{j}R_{ij}=\nabla _{i}R}
{\displaystyle (8a)\qquad 2(n-1)\nabla _{i}\lambda =n(n-1)\nabla _{i}\lambda }
{\displaystyle (8b)\qquad (n-2)(n-1)\nabla _{i}\lambda =0}
При {\displaystyle n>2} перші два множника в формулі (8b) ненульові, а тому:
{\displaystyle (9)\qquad \nabla _{i}\lambda ={\partial \lambda  \over \partial u^{i}}=0;\qquad \lambda ={\mbox{const}}}
тобто коефіцієнт {\displaystyle \lambda } однаковий для всього багатовида з розмірністю більшою двох.
Для двовимірних багатовидів ({\displaystyle n=2}) формула (8b) перетворюється на тотожний нуль, тому коефіцієнт
{\displaystyle \lambda } може змінюватися. Із формули (7) знаходимо, що {\displaystyle \lambda } дорівнює
Ґаусовій кривині другого степеня:
{\displaystyle (10)\qquad \lambda ={R \over n(n-1)}={R \over 2}=K^{[2]}=K}
Маємо такі формули для двовимірного багатовида:
{\displaystyle (11)\qquad R_{ijkl}=K\,g_{ij,kl}}
{\displaystyle (12)\qquad R_{ij}=K\,g_{ij}}
{\displaystyle (13)\qquad R=2K}

## Ізотермічні координати
В вудь-якому двовимірному багатовиді можна вибрати (локально звичайно з огляду на топологію, в околі будь-якої точки) таку
систему координат, що метричний тензор {\displaystyle g_{ij}} буде пропорційним одиничній матриці:
{\displaystyle (14)\qquad g_{ij}=a\delta _{ij}={\begin{bmatrix}a&0\\0&a\end{bmatrix}}}
Такі координати називаються ізотермічними.  Квадрат елемента відстані дорівнює:
{\displaystyle (15)\qquad ds^{2}=a((u^{1})^{2}+(u^{2})^{2}))}

## Теорема Ґауса — Бонне
Для будь-якого гладкого замкнутого контуру {\displaystyle L} на двовимірному багатовиді і обмеженої цим контуром області {\displaystyle \Omega } справедлива наступна формула:
{\displaystyle (16)\qquad \oint _{L}k_{g}dl+\int _{\Omega }Kds=2\pi \chi (\Omega )}
де перший інтеграл береться від геодезичної кривини контуру {\displaystyle L}, другий інтеграл береться від Ґаусової кривини, 
а {\displaystyle \chi =\chi (\Omega )}  є цілим числом - характеристикою Ейлера для області {\displaystyle \Omega }.
Докладніше ця теорема описана в статті Теорема Ґауса-Бонне.